# Nieczulice (województwo świętokrzyskie)
Nieczulice – wieś w Polsce, położona w województwie świętokrzyskim, w powiecie starachowickim, w gminie Pawłów.
W latach 1975–1998 miejscowość położona była w województwie kieleckim.
Według danych z 2011 roku miejscowość zamieszkiwało 439 osób.
Wierni Kościoła rzymskokatolickiego należą do parafii Parafia św. Małgorzaty w Chybicach.

## Części wsi
| SIMC    | Nazwa    | Rodzaj |
| ------- | -------- | ------ |
| 0260586 | Miłoszów | osada  |

## Historia wsi
Wieś występuje w dokumentach z r. 1362 „Neczuya” i „Nieczwice”, r. 1510 „Nyeczujce”, r. 1578 Nieczwicze, lokowana w powiecie iłżeckim.
Zapewne z Nieczulic pochodzili „heredes de Neczuya” (dziedzice z Nieczulic) występujący w dokumencie z r. 1362 (Kod. mał. t.III, s.152).
Taż sama prawdopodobnie wieś wspomnianą jest w akcie utworzenia parafii Chybice pod nazwą „Nieczwice”. Wieś należała przedtem do parafii Waśniów.
W wieku XIX Nieczulice, wieś w powiecie iłżeckim, gminie i parafii Chybice. Folwark Nieczulice wchodził w skład dóbr Chybice. Odległość od Iłży 31 wiorst.
W 1827 r. spisano domów 11, mieszkańców 77.
W roku 1885 było tu 21 domów i 173 mieszkańców, ziemi folwarcznej 268 mórg, włościańskiej 257 mórg.